# Résolution 415 du Conseil de sécurité des Nations unies
 (mars 2025).
Membres permanents
- Chine
- États-Unis
- France
- Royaume-Uni
- URSS

Membres non permanents
- Allemagne de l'Ouest
- Bénin
- Canada
- Inde
- Libye
- Mauritanie
- Pakistan
- Panama
- Roumanie
- Venezuela

Résolution no 414 Résolution no 416
La résolution 415 du Conseil de sécurité des Nations unies est adoptée le 29 septembre 1977. Elle fait état d'une lettre du Royaume-Uni au président du Conseil de sécurité lui demandant de nommer des représentants pour entamer des discussions concernant la situation actuelle en Rhodésie du Sud. Le Conseil demande au secrétaire général de nommer ces représentants, et lui demande également de transmettre dès que possible un rapport sur les résultats des discussions. Le Conseil appelle également les parties concernées à coopérer avec les représentants.
La résolution est adoptée par 13 voix, avec une abstention de la part de l'Union soviétique. La république populaire de Chine ne participe pas au vote.